# Chronique anglo-normande
La chronique anglo-normande du dominicain anglais Nicholas Trivet (v.1258-v.1328) est une œuvre littéraire du XIVe siècle résumant l'histoire du monde depuis Adam et Ève jusqu'au pontificat de Jean XXII (1334).

## Description
Conservée dans divers manuscrits souvent d'origine anglaise, comme le BnF ms. fr. 09687 à Paris, la chronique fait partie d'un mouvement scolastique populaire à partir du XIIe siècle, visant à mettre en lumière l'histoire du monde à travers les Saintes Écritures (comme l'Historia Scholastica de Pierre le Mangeur). Son auteur, en contact avec les humanistes italiens, n'en est pas à son coup d'essai puisqu'il est aussi à l'origine d'Annales des six rois d'Angleterre narrant l'histoire britannique d'Étienne à Édouard II.